# Ріверв'ю (Нью-Брансвік)
Ріверв'ю (англ. Riverview) — містечко в Канаді, у провінції Нью-Брансвік, у складі графства Альберт.

## Населення
За даними перепису 2016 року, містечко нараховувало 19667 осіб, показавши зростання на 2,8%, порівняно з 2011-м роком. Середня густина населення становила 554,8 осіб/км².
З офіційних мов обидвома одночасно володіли 5 390 жителів, тільки англійською — 14 075, тільки французькою — 40, а 15 — жодною з них. Усього 425 осіб вважали рідною мовою не одну з офіційних, з них 5 — одну з корінних мов, а 5 — українську.
Працездатне населення становило 67,7% усього населення, рівень безробіття — 8,5% (9,2% серед чоловіків та 7,7% серед жінок). 90,7% осіб були найманими працівниками, а 7,2% — самозайнятими.
Середній дохід на особу становив $42 904 (медіана $35 680), при цьому для чоловіків — $51 129, а для жінок $35 603 (медіани — $42 417 та $29 920 відповідно).
30,1% мешканців мали закінчену шкільну освіту, не мали закінченої шкільної освіти — 14%, 55,9% мали післяшкільну освіту, з яких 33,9% мали диплом бакалавра, або вищий, 40 осіб мали вчений ступінь.
| Статево-вікова структура населення | Статево-вікова структура населення | Статево-вікова структура населення | Статево-вікова структура населення | Статево-вікова структура населення |
| ---------------------------------- | ---------------------------------- | ---------------------------------- | ---------------------------------- | ---------------------------------- |
|                                    |                                    |                                    |                                    |                                    |
| Всього                             | Всього                             | 47,6%52,4%                         |                                    |                                    |
| 0 — 14 років                       | 0 — 14 років                       |                                    | 15,9%                              | 15,9%                              |
| 15 — 64 років                      | 15 — 64 років                      |                                    | 64,4%                              | 64,4%                              |
| 65 і більше                        | 65 і більше                        |                                    | 19,6%                              | 19,6%                              |
| 85 і більше                        | 85 і більше                        |                                    | 2,6%                               | 2,6%                               |
| Середній вік (років)               | Середній вік (років)               | 41,143,8                           | 42,5                               | 42,5                               |
| Медіана (років)                    | Медіана (років)                    | 42,345,0                           | 43,7                               | 43,7                               |
| — чоловіки — жінки                 |                                    |                                    |                                    |                                    |

| Походження мешканців:     | Походження мешканців:     | Походження мешканців: | Походження мешканців: | Походження мешканців: |
| ------------------------- | ------------------------- | --------------------- | --------------------- | --------------------- |
| Походження                |                           |                       | осіб                  | %                     |
| Корінні американці        | Корінні американці        |                       | 800                   | 4.1%                  |
| Інше північноамериканське | Інше північноамериканське |                       | 9 730                 | 49.91%                |
| Європейське               | Європейське               |                       | 14 065                | 72.15%                |
| британське                | британське                |                       | 11 875                | 60.91%                |
| французьке                | французьке                |                       | 4 240                 | 21.75%                |
| українське                | українське                |                       | 90                    | 0.46%                 |
| Латинськоамериканське     | Латинськоамериканське     |                       | 40                    | 0.21%                 |
| Карибське                 | Карибське                 |                       | 70                    | 0.36%                 |
| Африканське               | Африканське               |                       | 155                   | 0.8%                  |
| Азійське                  | Азійське                  |                       | 440                   | 2.26%                 |

| Зайнятість населення за галузями (за класифікацією NOC): | Зайнятість населення за галузями (за класифікацією NOC): | Зайнятість населення за галузями (за класифікацією NOC): | Зайнятість населення за галузями (за класифікацією NOC): | Зайнятість населення за галузями (за класифікацією NOC): |
| -------------------------------------------------------- | -------------------------------------------------------- | -------------------------------------------------------- | -------------------------------------------------------- | -------------------------------------------------------- |
|                                                          |                                                          |                                                          |                                                          |                                                          |
| Управління                                               | Управління                                               |                                                          | 11,4%                                                    | 11,4%                                                    |
| Бізнес, фінанси та адміністрування                       | Бізнес, фінанси та адміністрування                       |                                                          | 16,5%                                                    | 16,5%                                                    |
| Природничі та прикладні науки                            | Природничі та прикладні науки                            |                                                          | 6,2%                                                     | 6,2%                                                     |
| Охорона здоров'я                                         | Охорона здоров'я                                         |                                                          | 7,4%                                                     | 7,4%                                                     |
| Освіта, правозахист, муніципальні та урядові служби      | Освіта, правозахист, муніципальні та урядові служби      |                                                          | 11,2%                                                    | 11,2%                                                    |
| Мистецтво, культура, відпочинок та спорт                 | Мистецтво, культура, відпочинок та спорт                 |                                                          | 2,3%                                                     | 2,3%                                                     |
| Роздрібна торгівля та послуги                            | Роздрібна торгівля та послуги                            |                                                          | 29,7%                                                    | 29,7%                                                    |
| Гуртова торгівля, транспорт та обладнання                | Гуртова торгівля, транспорт та обладнання                |                                                          | 12,3%                                                    | 12,3%                                                    |
| Природні ресурси, сільське господарство                  | Природні ресурси, сільське господарство                  |                                                          | 1,2%                                                     | 1,2%                                                     |
| Виробництво                                              | Виробництво                                              |                                                          | 1,9%                                                     | 1,9%                                                     |

## Клімат
Середня річна температура становить 5,9°C, середня максимальна – 23,5°C, а середня мінімальна – -14,4°C. Середня річна кількість опадів – 1 193 мм.
| Клімат поселення                              | Клімат поселення | Клімат поселення | Клімат поселення | Клімат поселення | Клімат поселення | Клімат поселення | Клімат поселення | Клімат поселення | Клімат поселення | Клімат поселення | Клімат поселення | Клімат поселення | Клімат поселення |
| Показник                                      | Січ.             | Лют.             | Бер.             | Квіт.            | Трав.            | Черв.            | Лип.             | Серп.            | Вер.             | Жовт.            | Лист.            | Груд.            |                  |
| Середній максимум, °C                         | −2,47            | −1,34            | 3,68             | 10,05            | 16,94            | 22,01            | 23,52            | 22,71            | 18,12            | 12,10            | 6,28             | −0,82            |                  |
| Середня температура, °C                       | −8,44            | −7,31            | −2,3             | 4,09             | 10,96            | 16,04            | 19,42            | 18,60            | 14,01            | 8,00             | 2,18             | −4,94            |                  |
| Середній мінімум, °C                          | −14,4            | −13,27           | −8,26            | −1,89            | 5,01             | 10,08            | 15,29            | 14,48            | 9,90             | 3,88             | −1,94            | −9,06            |                  |
| Норма опадів, мм                              | 108              | 89               | 110              | 92               | 102              | 102              | 99               | 85               | 90               | 100              | 105              | 111              |                  |
| Середньомісячна швидкість вітру, м/с          | 3.96             | 3.88             | 4.04             | 3.94             | 3.58             | 3.14             | 2.89             | 2.76             | 3.00             | 3.39             | 3.68             | 3.98             |                  |
| Середньомісячна сонячна радіація, кДж/м²·день | 5136             | 8489             | 12041            | 15092            | 18193            | 20169            | 19938            | 17536            | 13249            | 8404             | 4910             | 3879             |                  |
| --------------------------------------------- | ---------------- | ---------------- | ---------------- | ---------------- | ---------------- | ---------------- | ---------------- | ---------------- | ---------------- | ---------------- | ---------------- | ---------------- | ---------------- |
| Джерело:                                      |                  |                  |                  |                  |                  |                  |                  |                  |                  |                  |                  |                  |                  |